# Ağası Məmmədov
Ağası Agaguloglu Məmmədov (Baku, 1º giugno 1980) è un ex pugile azero naturalizzato turco.
Ha gareggiato per diversi anni in rappresentanza della Turchia con il nome Ağasi Agagüloğlu, ad esempio anche alle Olimpiadi 2000.

## Palmarès
Olimpiadi
- 1 medaglia:
  - 1 bronzo (Atene 2004 nei pesi gallo[1])

Mondiali dilettanti
- 2 medaglie:
  - 1 oro (Bangkok 2003 nei pesi gallo[1])
  - 1 argento (Belfast 2001 nei pesi gallo[2])

Europei dilettanti
- 1 medaglia:
  - 1 oro (Tampere 2000 nei pesi gallo[2])

Giochi del Mediterraneo
- 1 medaglia:
  - 1 oro (Tunisi 2001 nei pesi gallo[2])